# Alfabeto copto
El alfabeto copto es el alfabeto utilizado para escribir el idioma copto de Egipto. Está basado en las letras del alfabeto griego, aunque contiene seis o siete más para poder escribir sonidos que no poseía el idioma griego; estas letras se tomaron de la escritura demótica egipcia, usada en el Antiguo Egipto junto con los jeroglíficos y el hierático.
A pesar de que esta escritura se introdujo ya en el siglo segundo antes de Cristo, se aplica generalmente a la escritura de la lengua egipcia desde el siglo I de nuestra era hasta la actualidad. El alfabeto copto tuvo su auge durante el siglo IV, y todavía se usa entre los miembros de la iglesia copta, en la escritura de textos litúrgicos. Todos los códices gnósticos encontrados en Nag Hammadi (Manuscritos de Nag Hammadi) estaban escritos en copto.

## Historia
El alfabeto copto tiene una larga historia, que se remonta a la Dinastía Ptolemaica, cuando se empezó a utilizar el idioma griego en documentos oficiales, y el alfabeto griego para transcribir los textos demóticos, intentando recoger la pronunciación demótica. Durante los dos primeros siglos de la Era Cristiana, hubo una serie de textos que se escribieron en lo que los estudiosos denominan "copto antiguo": textos en idioma egipcio, escritos con caracteres del alfabeto griego. Algunas letras, no obstante, fueron tomadas del demótico, para representar sonidos específicos coptos. 
Al decretarse el cristianismo como religión de Estado y prohibirse los antiguos cultos en Egipto, se fue perdiendo el conocimiento de la escritura jeroglífica, hacia el siglo IV, tal y como sucedió poco después con el demótico, surgiendo un sistema de escritura asociado a la iglesia cristiana. Hacia el siglo IV se estandarizó el alfabeto copto, especialmente para el dialecto Sahídico. Cabe mencionar que hay algunas diferencias entre los alfabetos coptos de los diversos dialectos.
El antiguo alfabeto nubio, utilizado para escribir el antiguo idioma nubio (no relacionado con el idioma copto) se escribe principalmente con el alfabeto griego uncial, pero tomó letras coptas y meroíticas de origen demótico. Erróneamente se cree, con frecuencia, que el nubio antiguo utilizaba el alfabeto copto.

### Lista de los grafemas
Lista de los grafemas del alfabeto bohaírico: cuando su origen griego es evidente, se omite (por ejemplo, Ⲗ (laula) y Ⲑ (theta) vienen de λ (lambda) y Θ (theta)). Destaca la presencia de la sigma lunada. Más adelante se muestran las letras provenientes del demótico y los dos valores fonológicos indicados, así como el nombre de las letras.
Las letras se utilizan también –a partir del bohaírico–, como en griego, con valor de números (donde la presencia en el alfabeto de un signo no literal es puramente numeral, sou, salido de la digamma griega, y de una ligadura abreviativa, la rō barrada, con valor de 900, en lugar del sampi griego). El sa’ídico ignora tal práctica y usa números enteros.
| Grafema | Nombre  | Transliteración | Valor 1 | Valor 2      | Número |
| ------- | ------- | --------------- | ------- | ------------ | ------ |
| Ⲁⲁ      | alpʰa   | a               | /a/     | /a/          | 1      |
| Ⲃⲃ      | vēta    | v               | /b, v/  | /b, v/       | 2      |
| Ⲅⲅ      | gamma   | g               | /k/     | /g, ŋ, ɣ/    | 3      |
| Ⲇⲇ      | dalda   | d               | /d/     | /d, ð/       | 4      |
| Ⲉⲉ      | ei      | e               | /e/     | /e/          | 5      |
| Ⲋⲋ      | sou     | ─               | ─       | ─            | (6)    |
| Ⲍⲍ      | zēta    | z               | /s/     | /z/          | 7      |
| Ⲏⲏ      | ēta     | ē               | /eː/    | /ɛː, i/      | 8      |
| Ⲑⲑ      | tʰēta   | tʰ              | /tʰ/    | /tʰ, θ/      | 9      |
| Ⲓⲓ      | yōta    | i               | /i, j/  | /i, j/       | 10     |
| Ⲕⲕ      | kappa   | k               | /k/     | /k/          | 20     |
| Ⲗⲗ      | laula   | l               | /l/     | /l/          | 30     |
| Ⲙⲙ      | mē      | m               | /m/     | /m/          | 40     |
| Ⲛⲛ      | nē      | n               | /n/     | /n/          | 50     |
| Ⲝⲝ      | ekˢi    | kˢ              | /ks/    | /ks/         | 60     |
| Oo      | o       | o               | o       | o            | 70     |
| Ⲡⲡ      | pi      | p               | /p/     | /p/          | 80     |
| Ⲣⲣ      | rō      | r               | /r/     | /r/          | 100    |
| Ⲥⲥ      | sēmma   | s               | /s/     | /s/          | 200    |
| Ⲧⲧ      | tau     | t               | /t/     | /t, d/       | 300    |
| Ⲩⲩ      | epsilon | i/u             | /u, w/  | /u, w, i, v/ | 400    |
| Ⲫⲫ      | pʰi     | pʰ              | /pʰ/    | /pʰ, f/      | 500    |
| Ⲭⲭ      | ke      | kʰ              | /kʰ/    | /kʰ, χ, ʃ/   | 600    |
| Ⲯⲯ      | epˢi    | pˢ              | /ps/    | /ps/         | 700    |
| Ⲱⲱ      | ō       | ō               | /oː/    | /oː/         | 800    |
| Ϣϣ      | šai     | š               | /ʃ/     | /ʃ/          | ─      |
| Ϥϥ      | fai     | f               | /f/     | /f/          | 90     |
| Ϧϧ      | ḫai     | ḫ               | ─       | /x/          | ─      |
| Ϩϩ      | hori    | h               | /h/     | /h/          | ─      |
| Ϫϫ      | ḏanḏia  | ḏ (j)           | /ʤ/     | /ʤ, g/       | ─      |
| Ϭϭ      | čima    | č               | /q/     | /ʧ/          | ─      |
| Ϯϯ      | ti      | ti              | /ti/    | /ti/         | ─      |
| Ⳁⳁ      | sampi   | ─               | ─       | ─            | 900    |

Las siete últimas letras del alfabeto no son de origen griego sino tomadas del demótico egipcio. Su origen es bien conocido, pues se pueden en efecto remontar jeroglíficos hasta la letra copta pasando por los trazados demóticos.
| SA |

| SA |

| f |

| f |

| M12 |

| M12 |

| F18 · Y1 |

| F18 · Y1 |

| U29 |

| U29 |

| k |

| k |

| D37 · t |

| D37 · t |

### Letras coptas actuales
En Unicode, la mayor parte de los caracteres coptos compartían inicialmente los códigos con las letras similares del alfabeto griego, pero se ha aceptado la separación para la versión 4.1, del 2005. El nuevo bloque de copto está en U+2C80... U+2CFF. 
Para más información al respecto véase:
- Bloque copto en Unicode (PDF) (en inglés)
- Bloque griego en Unicode (PDF) (que incluye siete letras coptas derivadas del demótico y que se requieren en cualquier sistema de copto). (en inglés)

Todas las transcripciones fonéticas actuales siguen los usos del AFI.

### Mayúsculas
En el alfabeto copto, cada letra posee una mayúscula y una minúscula, algo diferentes en ciertos estilos muy ornamentales, aunque las mayúsculas no son más que minúsculas de mayor tamaño que no precisan de un aprendizaje específico. La letra ḫai es probablemente la única cuyas dos variantes son diferentes independientemente del estilo: Ϧ en mayúscula, ϧ en minúscula. No es comparable con el griego actual, en el que la minúscula de Ν es ν, por ejemplo.

### Nombre de las letras
En esta tabla aparece uno de los numerosos nombres posibles para cada letra, grosso modo son los dados por la gramática de Plumley.
Los nombres de las letras no están normalizados y encontramos muchas variantes en los textos: mínimas (la letra fai puede ser llamada fei) o más notables (he es a menudo designada con el nombre de epˢilon en los textos recientes). La helenización de la pronunciación desempeñó con seguridad un importante papel, el mismo que las ligadas a la lengua copta: la aparición de una vocal epentética en el inicio de palabra, en una sílaba, que en caso contrario empezaría por dos consonantes, es visible en casos como kˢi a menudo llamado ekˢi.

### Transliteración y codificación
A partir de ahora, las palabras codificadas en el alfabeto griego en itálica hay que leerlas como si estuviesen escritas en copto. En efecto, Unicode no distingue aún los dos bloques de caracteres (ver más abajo). Las palabras escritas en griego en romana deben ser entendidas como griego.
Por razones de simplicidad, elegimos representar el sēmma (sigma en griego) por la letra latina c: en efecto, como el copto tomó prestado la sigma lunar griega, no conoce la variante final ς. Escribir σ al final de una palabra sería demasiado extraño para el ojo habituado a leer griego. También es más prudente codificar la sigma lunar por medio de una c mejor que por los caracteres griegos previstos en Unicode (ϲ U+03F2), que no siempre está presente en las fuentes habituales. 
Escogemos una transliteración y no una transcripción para las palabras coptas. Esta transliteración es biyectiva: a cada símbolo o dígrafo simbólico escogido le puede corresponder una sola letra copta, y a la inversa, de donde la notación de las consonantes aspiradas por una ʰ. Así, pʰ (φ) no puede ser confundido con la secuencia de letras ph (πϩ). Notar que ḏ puede ser substituido fácilmente por una j. La presencia de un ḏinkim (ver más abajo) es indicada por un ə en superíndice: ρ̄ es transliterado como ər.

### Valor de las letras
Las diferentes fuentes consultadas dan para ciertas letras valores muy diferentes, según donde se sitúen en una perspectiva histórica (el copto tal y como se hablaba en el pasado) o actual (tal y como se pronuncia ahora en las ceremonias religiosas). Además, como distinguimos la pronunciación de la sa’ídica (dialecto ahora extinto) de la bohaírica (único dialecto aún «vivo»). Los textos recientes consagrados al copto generalmente insisten más sobre la pronunciación bohaírica litúrgica actual. Dos obras, no obstante, se apoyan sobre la pronunciación antigua: el artículo de Ritner y la gramática de Plumley (cf. bibliografía).
Por otra parte, según Emile Maher Ishak (cf. bibliografía), la pronunciación bohaírica de la lengua copta habría sido aproximadamente similar a la del griego moderno a mediados del siglo XIX, con el fin de permitir una fusión entre la iglesia ortodoxa griega y la de Egipto, fusión que finalmente no tuvo lugar. Este movimiento de helenización, bajo la égida del pope Cirilo IV y de Arian Girgis Moftah, profesor de copto litúrgico, se fue aceptando global y paulatinamente: hoy en día, en escasas iglesias, el copto es leído «a la griega». Por eso esta pronunciación se considera artificial, y no se aplica a todas las palabras: para no contradecir los usos establecidos, los nombres propios, por ejemplo, se pronuncian a menudo «a la antigua». Se considera, pues, que pertenece al «antiguo bohaírico» una pronunciación más hipotética sustituida y que data de antes de la helenización, pronunciación que ─con razón o sin ella─ a veces se corresponde con la del sa’ídico.
En la tabla inferior se indica como primer valor el probable del sa’ídico (o del «antiguo bohaírico»), sustituido a partir del egipcio clásico de las prácticas de escritura antiguas y del valor de las letras griegas en la época de adaptación del alfabeto. El segundo valor es el del bohaírico helenizado actual. Se describen los dos sistemas.

#### Consonantes aspiradas y consonantes dobles

##### Pronunciación antigua / sa’ídico
Las consonantes aspiradas griegas se emplearon al principio como atajos que permitían notar una consonante oclusiva seguida de /h/. Así, θ correspondía a la secuencia de consonantes τϩ, o sea /th/. Tales letras transcribían, pues, dos consonantes y no una sola (en el griego antiguo, θ sería /tʰ/). Encontramos, por ejemplo, las grafías equivalentes θε o τϩε /the/ (y no /tʰe/ ya que las consonantes aspiradas no existen en copto) para la palabra «camino». La utilización de estas letras en sa’ídico es mucho más limitada que en bohaírico (las mayoría de las veces encontraremos con palabras de origen griego cuando no sirven de atajo, es decir, de letra doble); lo mismo se puede decir de φ y χ, que se pueden substituir por πϩ y κϩ. 
El caso es similar con las dos consonantes dobles griegas ξ y ψ, que, en los textos antiguos, sirven casi todas las veces de atajo para κc y πc, sin que su uso sea obligatorio (al contrario del griego). Por ejemplo, el número 9 se puede escribir πcιc o ψιc.

##### Pronunciación helenizada
Actualmente, en la pronunciación bohaírica helenizada las consonantes aspiradas se pronuncian bien como simples (θ vale τ, φ luego π y χ como κ) bien de una manera similar a la pronunciación del griego moderno (pero adaptada a una población mayoritariamente arabófona).
- θ: tras c, τ, υ, y ϣ → /t/, si no → /θ/;
- φ: en un nombre propio → /f/, si no → /v/;
- χ: en una palabra copta → /k/, si no (principalmente en palabras griegas) → /x/ tras α, ο e ω, /ʃ/ tras ε, η, ι y υ (por imitación del griego [ç]).

La utilización de las aspiradas así como de las consoantes dobles (cuya pronunciación no presenta problema ninguno) es más frecuente en bohaírico que en los textos más antiguos.

#### Oclusivas sonoras yzēta

##### Pronunciación antigua / sa’ídico
Las letras griegas γ, δ y ζ, pronunciadas /g/, /d/ y /zː/ en griego antiguo, forman parte de las que bien se podían agarrar el copto, ya que lo son en cuestión, no son fonemas del copto antiguo (mientras que la β griega, que ya pasara a /v/ en la época medieval, era útil). En los textos antiguos, se nota una gran propensión a la confusión con las sordas más o menos equivalentes: así, γ alterna con κ o ϭ (que, en sa’ídico, no sería /ʧ/ si no probablemente /q/), δ con ϯ, ζ con c.
Como regla general, estas consonantes se emplean principalmente (pero no exclusivamente) en préstamos del griego.

##### Pronunciación helenizada
La del bohaírico actual está muy afectada por la pronunciación antigua. Estas letras aparecen también sobre todo en palabras prestadas del grego:
- β: al final de una palabra o de un nombre propio → /b/; si no → /v/;
- γ: ante ε, ι, η y υ → /g/; ante γ y χ → /ŋ/ (como en griego desde la Antigüidad); si no → /ɣ/;
- δ: en un nombre propio → /d/; si no → /ð/.

#### Vocales
Aquí se hace notar que se entiende vocal no siendo de «vocal gráfica» y fonológica: en efecto, las vocales del copto pueden también servir para hacer notar consonantes.

##### Pronunciación antigua / sa’ídico
Parece que la cantidad vocálica (diferencia entre vocales breves y vocales largas) es pertinente en el copto antiguo. La lengua conoce tres timbres fonológicos fundamentales, /a/, /e/ y /o/. Estas se notan con α /a/, ε /e/ y ο /o/ para las breves, ι /i/ (o η /eː/), η /ē/ y ω /oː/ (o ου /uː/) para las largas: los timbres no se corresponden ya que luego exactamente (a causa probablemente de una apofonía) y no parece que ι sea por fuerza una vocal larga.
La vocal /uː/ así como la consonante /w/ se escríben regularmente gracias al dígrafo ου, pues la letra υ sola está reservada para las palabras griegas o como segundo elemento de diptongo. Por ejemplo, νουτε /nuːte/, «dios» y ουααβ /waab/, «santo».La vocal /i/ y la consonante /j/ se escríben de manera diferente: ι sirve para la vocal, ει para la consonante en inicio de sílaba (algunas veces ϊ, forma más común en bohaírico), ϊ en final de sílaba. Así: ψιc /psis/, «9», ειωϩε (más raro: ϊωϩε) /joːhe/ «campo», ηϊ /eːj/, «casa».

#### Otros detalles
- las letras π y τ son, de manera griega, susceptíbles de ser sonorizadas tras μ o ν → /b/ y /d/;

- la letra ϫ se comporta como una g francesa: se pronuncia «suave» ante ε, η, ι y υ → /ʤ/ (a veces realizando [ʒ]), «duro»; en otro contexto → /g/.

### Diacríticos

#### Ḏinkim
Este signo (transcrito más a menudo jinkim), muy frecuente, indica que la consonante sonante que la lleva está vocalizada. En la práctica, se pronuncia con schwa [ə] o una [e] ligera (representado aquí con ə en la transliteración). El ḏinkim se tráza de forma diferente según los dialectos: en sa’ídico, es un macrón, un acento grave en akhmimico y fayoumico, un acento grave o un punto subscrito en bohaírico. Actualmente, es el macrón el que parece ser preferido en las ediciones recientes.

### Otros signos

#### Ḫai
El fonema /x/ no existe en sa’ídico. La letra ḫai pues, no se emplea en ese dialecto. La forma usual, , es propia del bohaírico. Hay pegada en akminmico ; esta segunda grafía que no proviene del demótico  sino de un hori  barrado.

#### Sou
Esta «letra», , solo se usa en la numeración (como valor 6), causa que explica que aquí esté representada con su barra subscrita. Remonta claramente a la digamma su antigua grafía en griego, Ϝ, letra que, ya en griego, no tiene valor literal (como cuando fue confundida con stigma).

#### Abreviaturas y ligaturas
La semejanza del griego, al que copió, el copto desenvolvió muchas ligaduras y signos de abreviación. Los más notables son los caracteres compuestos y la ligaduras abreviativas siguientes:
| Signo            |                 | y                                             |                   |           |
| Transcripción... | cταυροc stauros | χρονοc μαρτυρων kʰronos marturōn              | ψιc ν̄ϣε pˢis ənše | ϭωιc čōis |
| Sentido          | «Cruz»          | «Tiempo de los mártires» (era de Diocleciano) | 900               | «Señor»   |

Las otras abreviaciones distinguen sobre todo a los nombres propios bíblicos griegos y semíticos: están contraídos y representados por dos o tres letras de la palabra, letras que aparecen más de las veces señaladas. Así, χ̅c̅ representa Χριcτοc, Cristo. Los usos son semejantes a los seguidos en los manuscritos griegos.

#### Signos didácticos
Este signo, un doble guion, sirve, en las obras didácticas, para indicar que una palabra está en el estado pronominal (seguida de un sufijo pronominal). El guion simple sirve para indicar el estado del verbo o de la preposición (cuando la forma va seguida de un complemento nominal). La forma absoluta, en el caso contrario, se presenta sin el guion. Cuando la tipografía editorial se adapta al estilo de las letras coptas, este doble guion tiene las barras más inclinadas. De hecho, es posible substituirlo por el signo = (cosa que haremos aquí). Unicode prevé asignarle un símbolo.
Se puede así saber, en las gramáticas y en los diccionarios, que tal preposición o tal verbo ha de ser seguido de un complemento nominal, que de otra forma debe ser seguida de un sufijo personal:
- κοτ= kot= «construir» → estado pronominal (ejemplo: κοτ=ϥ̄ kot=əf «construirlo», como en «compré construido»);

- κετ- ket-: «construir» → estado construido (como en κετ-πηϊ ket-pēï, «construir [una] casa»).

En un diccionario, podríamos ver las siguientes indicaciones:
ε- e-, ερο= ero=, preposición, «para».
Cumpliría, luego, comprendemos que la preposición que significa «para, a» tiene la forma ε e cuando tiene como régimen un nombre, la forma ερο ero cuando es un sufijo personal: επηϊ epēï «a la casa», εροϥ erof «para él».
Estos usos son idénticos a los que nos encontramos en egiptología (consultad Transcripción de los jeroglíficos para más detalles).

## Sentido de la escritura
Aunque la escritura demótica egipcia se escribía de derecha a izquierda, el copto, por imitación del griego, se escribe exclusivamente de izquierda a derecha.

## Unicode
Originalmente Unicode (hasta su versión 4.1) no distinguía las letras griegas de las letras coptas, considerando que el copto solo es una variante gráfica y «estilística» del griego. Esto ocasionó múltiples peticiones para que las dos grafías se separasen («desunificarlas»). No obstante el copto dispone de 7 letras de origen demótico que no existen en griego: Ϣϣ šai, Ϥϥ fai, Ϧϧ ḫai, Ϩϩ hori, Ϫϫ ḏanḏia, Ϭϭ čima, Ϯϯ ti. Por la inclusión de estas letras, en Unicode el bloque donde está el griego toma el nombre «Griego y copto». Esos 14 caracteres están marcados en verde en la tabla siguiente: 
| Greek and Coptic Official Unicode Consortium code chart (PDF)                       |   |   |   |   |   |   |   |   |   |   |   |   |   |   |   |   |
|                                                                                     | 0 | 1 | 2 | 3 | 4 | 5 | 6 | 7 | 8 | 9 | A | B | C | D | E | F |
| U+037x                                                                              | Ͱ | ͱ | Ͳ | ͳ | ʹ | ͵ | Ͷ | ͷ |   |   | ͺ | ͻ | ͼ | ͽ | ; | Ϳ |
| U+038x                                                                              |   |   |   |   | ΄ | ΅ | Ά | · | Έ | Ή | Ί |   | Ό |   | Ύ | Ώ |
| U+039x                                                                              | ΐ | Α | Β | Γ | Δ | Ε | Ζ | Η | Θ | Ι | Κ | Λ | Μ | Ν | Ξ | Ο |
| U+03Ax                                                                              | Π | Ρ |   | Σ | Τ | Υ | Φ | Χ | Ψ | Ω | Ϊ | Ϋ | ά | έ | ή | ί |
| U+03Bx                                                                              | ΰ | α | β | γ | δ | ε | ζ | η | θ | ι | κ | λ | μ | ν | ξ | ο |
| U+03Cx                                                                              | π | ρ | ς | σ | τ | υ | φ | χ | ψ | ω | ϊ | ϋ | ό | ύ | ώ | Ϗ |
| U+03Dx                                                                              | ϐ | ϑ | ϒ | ϓ | ϔ | ϕ | ϖ | ϗ | Ϙ | ϙ | Ϛ | ϛ | Ϝ | ϝ | Ϟ | ϟ |
| U+03Ex                                                                              | Ϡ | ϡ | Ϣ | ϣ | Ϥ | ϥ | Ϧ | ϧ | Ϩ | ϩ | Ϫ | ϫ | Ϭ | ϭ | Ϯ | ϯ |
| U+03Fx                                                                              | ϰ | ϱ | ϲ | ϳ | ϴ | ϵ | ϶ | Ϸ | ϸ | Ϲ | Ϻ | ϻ | ϼ | Ͻ | Ͼ | Ͽ |
| Notas Desde la versión Unicode 13.0 Las áreas grises indican segmentos no asignados |   |   |   |   |   |   |   |   |   |   |   |   |   |   |   |   |

La desunificación fue finalmente aceptada y en 2005 con la versión 4.1 aparece un nuevo bloque  para el alfabeto copto que abarca desde U+2C80 hasta U+2CFF. Para diferenciar estas letras de las del alfabeto griego la mayoría de fuentes le dan un particular estilo de caligrafía bizantina. Como efecto colateral por la unificación original y desunificación posterior, las letras de origen demótico no han podido, con todo, situarse en el nuevo bloque de caracteres, puesto que normalmente no se puede desplazar caracteres ya existentes.
| Coptic Official Unicode Consortium code chart (PDF)                                 |   |   |   |   |   |   |   |   |   |   |   |   |   |   |   |   |
|                                                                                     | 0 | 1 | 2 | 3 | 4 | 5 | 6 | 7 | 8 | 9 | A | B | C | D | E | F |
| U+2C8x                                                                              | Ⲁ | ⲁ | Ⲃ | ⲃ | Ⲅ | ⲅ | Ⲇ | ⲇ | Ⲉ | ⲉ | Ⲋ | ⲋ | Ⲍ | ⲍ | Ⲏ | ⲏ |
| U+2C9x                                                                              | Ⲑ | ⲑ | Ⲓ | ⲓ | Ⲕ | ⲕ | Ⲗ | ⲗ | Ⲙ | ⲙ | Ⲛ | ⲛ | Ⲝ | ⲝ | Ⲟ | ⲟ |
| U+2CAx                                                                              | Ⲡ | ⲡ | Ⲣ | ⲣ | Ⲥ | ⲥ | Ⲧ | ⲧ | Ⲩ | ⲩ | Ⲫ | ⲫ | Ⲭ | ⲭ | Ⲯ | ⲯ |
| U+2CBx                                                                              | Ⲱ | ⲱ | Ⲳ | ⲳ | Ⲵ | ⲵ | Ⲷ | ⲷ | Ⲹ | ⲹ | Ⲻ | ⲻ | Ⲽ | ⲽ | Ⲿ | ⲿ |
| U+2CCx                                                                              | Ⳁ | ⳁ | Ⳃ | ⳃ | Ⳅ | ⳅ | Ⳇ | ⳇ | Ⳉ | ⳉ | Ⳋ | ⳋ | Ⳍ | ⳍ | Ⳏ | ⳏ |
| U+2CDx                                                                              | Ⳑ | ⳑ | Ⳓ | ⳓ | Ⳕ | ⳕ | Ⳗ | ⳗ | Ⳙ | ⳙ | Ⳛ | ⳛ | Ⳝ | ⳝ | Ⳟ | ⳟ |
| U+2CEx                                                                              | Ⳡ | ⳡ | Ⳣ | ⳣ | ⳤ | ⳥ | ⳦ | ⳧ | ⳨ | ⳩ | ⳪ | Ⳬ | ⳬ | Ⳮ | ⳮ | ⳯  |
| U+2CFx                                                                              | ⳰  | ⳱  | Ⳳ | ⳳ |   |   |   |   |   | ⳹ | ⳺ | ⳻ | ⳼ | ⳽ | ⳾ | ⳿ |
| Notas Desde la versión Unicode 13.0 Las áreas grises indican segmentos no asignados |   |   |   |   |   |   |   |   |   |   |   |   |   |   |   |   |

### Numeración copta
Los números coptos son un sistema de numeración de funcionamiento similar a los números griegos usado en el dialecto boharítico del copto, la lengua litúrgica de los egipcios cristianos. El bloque contiene cifras para unidades (1-9), decenas (10-90), centenas (100-900) y la marca de multiplicación por mil. Esta última se puede repetir para multiplicar por un millón, similar a la tanween al-kasra del árabe.
| Coptic Epact Numbers Official Unicode Consortium code chart (PDF)                   |   |   |   |   |   |   |   |   |   |   |   |   |   |   |   |   |
|                                                                                     | 0 | 1 | 2 | 3 | 4 | 5 | 6 | 7 | 8 | 9 | A | B | C | D | E | F |
| U+102Ex                                                                             | 𐋠  | 𐋡 | 𐋢 | 𐋣 | 𐋤 | 𐋥 | 𐋦 | 𐋧 | 𐋨 | 𐋩 | 𐋪 | 𐋫 | 𐋬 | 𐋭 | 𐋮 | 𐋯 |
| U+102Fx                                                                             | 𐋰 | 𐋱 | 𐋲 | 𐋳 | 𐋴 | 𐋵 | 𐋶 | 𐋷 | 𐋸 | 𐋹 | 𐋺 | 𐋻 |   |   |   |   |
| Notas Desde la versión Unicode 13.0 Las áreas grises indican segmentos no asignados |   |   |   |   |   |   |   |   |   |   |   |   |   |   |   |   |